# Paranoia
Paranoia (řec. παράνοια, pošetilost, šílenství), zastar. stihomam, je duševní porucha, vyznačující se bludy, chorobnými představami o vlastním ohrožení. Přehnané a nedoložené obavy o vlastní bezpečnost, někdy spojené s konspiračními teoriemi, se nazývají paranoidní. Paranoidní představy mohou být neurotického nebo i psychotického původu.[zdroj?] Často je zaměňována s paranoidní schizofrenií.

## Paranoia v psychiatrii
V psychiatrii byl termín poprvé užit v roce 1883 psychiatrem Emilem Kraepelinem pro chorobné iluze vůbec, při nichž se však nenarušily ostatní intelektuální schopnosti pacienta. Náplň tohoto pojmu se časem posunula spíše k popisu falešných představ a obav z pronásledování, protože obsah původního pojmu byl příliš široký. Vzhledem k tomuto posunu není pojem paranoia psychiatry používán zcela jednotně.
Podle Freemana a Garetyové charakterizují pacienta s paranoiu dvě bludná přesvědčení:
1. že trpí nějakou újmu nebo že mu taková újma hrozí,
2. že mu někdo chce ublížit, že ho pronásleduje.[2]

Mezinárodní klasifikace chorob ISD-10 řadí paranoidní poruchy do kapitoly “schizofrenie” pod tyto diagnózy:
- F 20.0 Paranoidní schizofrenie: bludné představy, často doprovázené halucinacemi
- F 22.0 Bludné poruchy, paranoia: dlouhodobé nebo trvalé bludné představy bez halucinací
- F 22.8 Ostatní bludy, stařecká paranoia
- F 23.3 Paranoidní reakce – psychogenní psychóza
- F 60.0 Paranoidní poruchy osobnosti

### Příklady některých druhů paranoii v psychiatrii
- perzekuční paranoia = nemocný se bojí, že je pronásledován
- kverulantská paranoia = nemocný se domnívá, že jej ostatní nemají rádi – obviňuje je, stěžuje si, chce se dohadovat
- žárlivecká paranoia (emulační, žárlivecký blud) = chorobná žárlivost, vedoucí až k vraždě (estenická forma - agresivita je zaměřena na partnera) či sebevraždě (astenická forma - agresivita je zaměřena na vlastní osobu)
- davová paranoia = posedlost tancem či rituálními obřady

## Obecné chápání paranoie
V obecném povědomí je paranoia doprovázena
- pocitem, že člověk vládne zvláštními silami a plní důležitý úkol,
- přesvědčením o pronásledování mimozemšťany, tajnými službami nebo démony,
- konspiračními teoriemi a představou, že svět je řízen temnými silami v pozadí,
- pocitem ovládání mozku z vnějšku,
- pocitem, že je člověk postavou v právě přečteném románu (nebo filmu a PC hře[zdroj⁠?!]).

## Příznaky
Paranoia se často prolíná s řadou dalších psychóz, proto má některé znaky společné a je dost obtížné paranoiu přesně diagnostikovat.
Mezi příznaky paranoii patří:
- přecitlivělost (často nepřirozená dlouhodobá urážlivost, pocit citového zranění, způsobený často malichernými příčinami (tón hlasu, gesto, slovo vyřčené v afektu apod.), většinou dokonce příčinami domnělými, které vznikají přikládáním nesprávného významu aktům jednání partnera
- vztahovačnost (neutrální nebo kladné chování k jeho osobě si vykládá jako nepřátelské, neloajální, ohrožující, kritické nebo pohrdavé)
- emocionálnost, hysterie
- sklon k citovým úrazům
- dlouhodobost citových zranění (neschopnost se rychle udobřit, odpustit, přejít to apod.)
- záštiplnost
- podezíravost
- sebestřednost
- hnusení si (potravin, osob s relativně či domněle horší hygienou aj.)
- bludy (pronásledování a ovlivňování)
  - blud perzekuční
    - stihomam – dotyčný má pocit, že je pronásledován[1] (někdy se stihomam chápe jako synonymum k paranoii[4][5])
    - slavomam – dotyčný má pocit, že je mu bráněno v tom, aby se stal slavným (jiným významem slova slavomam je velikášství, megalomanický blud, neboli megalomanie)[4][5]
- manipulace
- kverulantství (nemocný soustavně deptá své okolí, útočí i kvůli hloupostem, všechno komentuje, jakoukoliv výtku těžce nese, své ublížení dává dotyčnému pořádně „sežrat“ (dusno = příklad potlačené agresivity), neustále omílá dokola jeden problém, dělá, že jej chce řešit, ale jen touží po hádce a deptá partnera, neustále popichuje)
- tendence somatizovat (bolesti hlavy, břicha, bledost, ale při záchvatu může vzniknout i hysterická slepota, podlitiny pod očima, zvýšení krevního tlaku aj., v extrémních případech umí měnit i puls srdce, „regulovat“ činnost žláz s vnitřní sekrecí, většinou tak, aby výsledný dojem byl pokud možno odstrašující.)
- snaha dokonale ovládat situaci (proto třeba averze ke zvířatům)
- hyperkritičnost, intolerance
- neschopnost řešit konstruktivně citové problémy
- bojovné a úporné zdůrazňování osobních práv
- vyhraněná stanoviska (buď krajně pozitivní nebo krajně negativní – odmítavé, buď citově silně angažované, nebo přehnaně chladné)
- pasivní nebo aktivní agresivita
- často strach z výšek, tmy a jiné fobie
- sklony k sebevraždě

Bývá tu často i sklon k extrémní žárlivosti a podezíravosti (aspekt označovaný sám o sobě někdy jako paranoia).

## Možné příčiny
Příčinou paranoie mohou být raná rodičovská zavržení, zejména neschopnost matky uspokojit citové potřeby dítěte.
Existují přesvědčivé náznaky, že základ může být položen již v prenatálním stádiu (matka hlasitě nebo v myšlenkách budoucí dítě odmítá, zatěžuje je drogami apod.), v průběhu zvlášť stresujícího porodu a v dalších momentech raného dětství, v dětství a v pubertě (obecně v klíčových emocionálních a vývojových etapách života).[zdroj?]
Škody způsobené v dětství mohou být tak velké, že se žádnou péčí (léčbou) v dospělosti nemusí podařit je napravit nebo uzpůsobit pacienta k jejich překonávání.
Na psychický stav může mít vliv nedostatek mnohých živin, např. vitamínů B-komplexu a hořčíku, speciálně nedostatek vitamínu B9 podporuje psychotické projevy, dále nedostatek pohybu, poruchy orgánů a metabolizmu (onemocnění jater, ledvin, slinivky, srdce, žaludku, žláz s vnitřní sekrecí, porucha cév, zásobování mozku kyslíkem).[zdroj?]